# Monte Spinarda - Rio Nero
Monte Spinarda - Rio Nero è un sito di interesse comunitario della Regione Liguria, nell'ambito della Direttiva 92/43/CEE (Direttiva Habitat). Designato anche come designato come Zona Speciale di Conservazione, comprende un'area di 943 ettari nel territorio dei comuni di Bardineto e Calizzano, in Provincia di Savona.

## Territorio
Il SIC comprende, oltre ai versanti liguri del Monte Spinarda, alcune vallette tre le quali quella del Rio Nero, che assieme alla montagna dà il nome all'area protetta. Tipiche del sito sono le rocce di tipo anfibolitico (le anfiboliti di Monte Spinarda); sono inoltre presenti graniti e migmatiti. La zona è tuttora piuttosto selvaggia, con estesi boschi e poche abitazioni localizzate in particolare sul fondo delle valli scavate da alcuni corsi d'acqua che attraversano la zona.

## Flora e vegetazione
Nell'area protetta si alternano boschi di diverse tipologie: vasti castagneti, faggete e alcuni tratti a conifere; nelle aree di fondovalle, più umide, sono presenti alneti e saliceti, di particolare pregio ambientale. Numerose sono le specie di orchidee presenti.

## Fauna
Oltre alle specie di vertebrati tipiche delle Prealpi Liguri (cinghiali, caprioli, tassi, volpi ...) sono presenti nel sito alcune interessanti specie di invertebrati come ad esempio Austropotamobius pallipes (il gambero di fiume), una specie in forte regressione legata a corsi d'acqua in buono stato ambientale. Tra gli insetti si può ricordare la presenza del coleottero endemico Parabathyscia sbordonii.

## Attività
La zona attorno al monte Spinarda è percorsa da vari itinerari escursionistici. Tra questi quelli che salgono alla cima della montagna partendo dal Colle del Quazzo o da Calizzano.